# أحمد الجوماري
أحمد الجوماري (1939 - 1995)، هو شاعر مغربي.
ولد سنة 1939، بمدينة الدار البيضاء. تابع تعليمه بالمدارس الحرة وبجامع ابن يوسف بمراكش. اشتغل أستاذا بالسلك الإعدادي بالدار البيضاء. له نصوص شعرية بمجموعة من الصحف والمجلات: العلم، المحرر، الاتحاد الاشتراكي، المكافح، الأهداف، أقـلام، آفاق، أنفاس، الآداب. التحق باتحاد كتاب المغرب سنة 1968. كان ذا ميول يسارية، وقد ظهرت عنايته بالمضمون السياسي في شعره.
أُطلق اسمه على أحد شوارع الدارالبيضاء: زنقة أحمد الجوماري المعاريف, الدار البيضاء.

## وفاته
توفي سنة 1995 إثر نوبة قلبية.

## من مؤلفاته
أصدر عملين شعريين:
- أشعار في الحب والموت، دار النشر المغربية، البيضاء، 1979.
- أوراق الليل، دار النشر، البيضاء، 1989.

## وصلات خارجية
- بعض من قصائده